# بیت جالا
بیت جالا (به لاتین: Beit Jala) یک شهر در کرانه غربی رود اردن است که در استان بیت‌لحم واقع شده‌است.

## خصوصیات
بیت جالا ۱۱٬۷۵۸ نفر جمعیت دارد.

## خواهرخوانده
شهرهای برگیش گلادباخ و ینا خواهرخوانده‌های بیت جالا هستند.